# Atrybut pliku
Atrybut pliku – cecha charakterystyczna danego pliku w komputerze.
Atrybutami mogą być:
- rozmiar
- nazwa
- data utworzenia, modyfikacji, ostatniego dostępu, usunięcia itp.
- właściciel i grupa pliku
- prawa (zapisu, odczytu itd. – mogą być odmienne dla różnych grup użytkowników)
- położenie, czyli wskaźnik do miejsca na urządzeniu, na którym plik został zapisany (często tablica wskaźników)
- typ pliku

Atrybuty zależą od systemu operacyjnego, a dokładniej od jego systemu plików.
Atrybuty plików mogą stanowić część plików lub są umieszczane łącznie dla wielu plików we wspólnej strukturze, tworząc kartoteki. W wielu systemach operacyjnych kartoteki plików są traktowane jak pliki.

## Specyficzne atrybuty różnych systemów

### Amiga
| atrybut | znaczenie                                                         |
| ------- | ----------------------------------------------------------------- |
| d       | deletable / kasowalny                                             |
| e       | executable / wykonywalny                                          |
| w       | writable / zapisywalny                                            |
| r       | readable / odczytywalny                                           |
| a       | archived / archiwalny                                             |
| p       | reentrant executable / wykonywalny, dopuszcza się wiele instancji |
| s       | script / skrypt                                                   |

### FAT
| atrybut | znaczenie                    |
| ------- | ---------------------------- |
| a       | archive / archiwizowany      |
| h       | hidden / ukryty              |
| r       | read-only / tylko do odczytu |
| s       | system file / plik systemu   |

### Uniksowe
| atrybut | znaczenie                 |
| ------- | ------------------------- |
| r       | read / prawo odczytu      |
| w       | write / prawo zapisu      |
| x       | execute / prawo wykonania |

To bardzo skrócony opis. Więcej w haśle prawa dostępu.
Poza typowymi atrybutami uniksowymi niektóre systemy plików mają swoje dodatkowe atrybuty, do których zmian służą oddzielne programy (np. chattr dla ext2).